# Llista de monuments del Comtat
Llista de monuments del Comtat inscrits en l'Inventari General del Patrimoni Cultural Valencià per la comarca del Comtat.
S'inclouen els monuments declarats com a Béns d'Interés Cultural (BIC), classificats com a béns immobles sota la categoria de monuments (realitzacions arquitectòniques o d'enginyeria, i obres d'escultura colossal), i els monuments declarats com a Béns immobles de rellevància local (BRL). Estan inscrits en l'Inventari General del Patrimoni Cultural Valencià, en les seccions 1a i 2a respectivament.

## Agres
| Monument                                                      | Prot.? | Estil/època           | Localització                                     | Coordenades                                          | Codi?         | Imatge |
| ------------------------------------------------------------- | ------ | --------------------- | ------------------------------------------------ | ---------------------------------------------------- | ------------- | --- |
| Castell d'Agres                                               | BIC    |                       | Agres Vessant nord de la serra de Mariola        | 38° 46′ 33″ N, 0° 30′ 55″ O / 38.775911°N,0.515153°O | RI-51-0012128 | Castell d'Agres · Vegeu més fotos d'aquest monument · Carregueu una nova foto d'aquest monument                                     |
| Torre Talaia                                                  | BIC    | Arquitectura Islàmica | Agres Turó elevat                                | 38° 45′ 54″ N, 0° 33′ 19″ O / 38.764992°N,0.555408°O | RI-51-0009949 | Torre Talaia (Agres) · Vegeu més fotos d'aquest monument · Carregueu una nova foto d'aquest monument                                |
| Santuari de la Mare de Déu d'Agres, o de la Verge del Castell | BRL    | S.XVI; S.XVIII-S.XIX  | Agres Al sud, falda serra de Mariola             | 38° 46′ 33″ N, 0° 30′ 55″ O / 38.775911°N,0.515153°O | 03.26.003-001 | Santuari de la Mare de Déu d'Agres · Vegeu més fotos d'aquest monument · Carregueu una nova foto d'aquest monument                  |
| Nucli històric tradicional, nucli antic                       | BRL    |                       | Agres                                            | 38° 46′ 48″ N, 0° 30′ 57″ O / 38.78°N,0.5158°O       | 03.26.003-003 | Nucli històric tradicional (Agres) · Modifica el valor a Wikidata · Carregueu una nova foto d'aquest monument                       |
| Cava d'Agres, Cava Gran o Arquetjà                            | BRL    | S. XVII               | Agres Prop del refugi de muntanya, pic Comptador | 38° 45′ 51″ N, 0° 29′ 49″ O / 38.764189°N,0.496958°O | 03.26.003-004 | Cava d'Agres · Vegeu més fotos d'aquest monument · Carregueu una nova foto d'aquest monument                                        |
| Església parroquial de Sant Miquel Arcàngel                   | BRL    |                       | Agres Pl. Espanya, 10                            | 38° 46′ 47″ N, 0° 30′ 57″ O / 38.779816°N,0.515914°O | 03.26.003-005 | Església parroquial de Sant Miquel Arcàngel (Agres) · Vegeu més fotos d'aquest monument · Carregueu una nova foto d'aquest monument |
| Cava de l'Habitació, o Cava d'Asnar                           | BRL    | S.XVII                | Agres Prop del pic Comptador                     | 38° 46′ 09″ N, 0° 30′ 01″ O / 38.769098°N,0.500283°O | 03.26.003-006 | Cava de l'Habitació (Agres) · Vegeu més fotos d'aquest monument · Carregueu una nova foto d'aquest monument                         |

## Alcoleja
| Monument         | Prot.? | Estil/època              | Localització          | Coordenades                                          | Codi?         | Imatge                                                                                           |
| ---------------- | ------ | ------------------------ | --------------------- | ---------------------------------------------------- | ------------- | ------------------------------------------------------------------------------------------------ |
| Torre d'Alcoleja | BIC    | S.XVIII(1788) inscripció | Alcoleja Pl. Palau, 2 | 38° 40′ 32″ N, 0° 19′ 52″ O / 38.675446°N,0.331139°O | RI-51-0009142 | Torre d'Alcoleja · Vegeu més fotos d'aquest monument · Carregueu una nova foto d'aquest monument |

## Alcosser de Planes
| Monument                          | Prot.? | Estil/època | Localització                              | Coordenades                                          | Codi?         | Imatge |
| --------------------------------- | ------ | ----------- | ----------------------------------------- | ---------------------------------------------------- | ------------- | --- |
| Castell d'Alcosser de Planes      | BIC    |             | Alcosser de Planes En el centre del poble | 38° 47′ 40″ N, 0° 24′ 08″ O / 38.794333°N,0.402167°O | 03.26.007-002 | Castell d'Alcosser de Planes · Carregueu una nova foto d'aquest monument                                                               |
| Església parroquial de Sant Josep | BRL    |             | Alcosser de Planes                        | 38° 47′ 41″ N, 0° 24′ 07″ O / 38.794614°N,0.402068°O | 03.26.007-001 | Església parroquial de Sant Josep (Alcosser de Planes) · Vegeu més fotos d'aquest monument · Carregueu una nova foto d'aquest monument |

## Alfafara
| Monument                                            | Prot.?        | Estil/època | Localització | Coordenades                                          | Codi?         | Imatge |
| --------------------------------------------------- | ------------- | ----------- | ------------ | ---------------------------------------------------- | ------------- | --- |
| Església parroquial de la Transfiguració del Senyor | BRL           |             | Alfafara     | 38° 46′ 22″ N, 0° 33′ 21″ O / 38.772806°N,0.555695°O | 03.26.010-001 | Església parroquial de la Transfiguració del Senyor (Alfafara) · Vegeu més fotos d'aquest monument · Carregueu una nova foto d'aquest monument |
| Ermita del Crist de la Pietat                       | BRL           |             | Alfafara     | 38° 46′ 13″ N, 0° 33′ 23″ O / 38.7704°N,0.5563°O     | 03.26.010-002 | Carregueu una nova foto d'aquest monument |
| Nevera                                              | BRL etnològic |             | Alfafara     |                                                      | 03.26.010-003 | Carregueu una nova foto d'aquest monument |

## Almudaina
| Monument                                     | Prot.? | Estil/època                                        | Localització                   | Coordenades                                          | Codi?         | Imatge |
| -------------------------------------------- | ------ | -------------------------------------------------- | ------------------------------ | ---------------------------------------------------- | ------------- | --- |
| Torre Almohade                               | BIC    | S.XII-XIII                                         | Almudaina C. Església          | 38° 45′ 41″ N, 0° 21′ 16″ O / 38.761343°N,0.354362°O | RI-51-0009161 | Torre Almohade (Almudaina) · Vegeu més fotos d'aquest monument · Carregueu una nova foto d'aquest monument                               |
| Ermita del Crist del Socors                  | BRL    | S.XIX (1863); S.XX (1901) data inscrita a la porta | Almudaina Serra de l'Almudaina | 38° 45′ 37″ N, 0° 21′ 01″ O / 38.760156°N,0.350246°O | 03.26.016-003 | Ermita del Crist del Socors (Almudaina) · Vegeu més fotos d'aquest monument · Carregueu una nova foto d'aquest monument                  |
| Església parroquial de Sant Bartomeu Apòstol | BRL    |                                                    | Almudaina                      | 38° 45′ 41″ N, 0° 21′ 15″ O / 38.761279°N,0.354101°O | 03.26.016-002 | Església parroquial de Sant Bartomeu Apòstol (Almudaina) · Vegeu més fotos d'aquest monument · Carregueu una nova foto d'aquest monument |

## L'Alqueria d'Asnar
| Monument                                    | Prot.? | Estil/època | Localització       | Coordenades                                          | Codi?         | Imatge |
| ------------------------------------------- | ------ | ----------- | ------------------ | ---------------------------------------------------- | ------------- | --- |
| Església parroquial de Sant Miquel Arcàngel | BRL    |             | L'Alqueria d'Asnar | 38° 46′ 23″ N, 0° 25′ 31″ O / 38.772940°N,0.425142°O | 03.26.017-002 | Església parroquial de Sant Miquel Arcàngel (l'Alqueria d'Asnar) · Vegeu més fotos d'aquest monument · Carregueu una nova foto d'aquest monument |

## Balones
| Monument                                     | Prot.? | Estil/època           | Localització                             | Coordenades                                          | Codi?         | Imatge |
| -------------------------------------------- | ------ | --------------------- | ---------------------------------------- | ---------------------------------------------------- | ------------- | --- |
| Castell de la Costurera                      | BIC    | Arquitectura medieval | Balones A l'est del turó de la Costurera | 38° 44′ 54″ N, 0° 19′ 11″ O / 38.748445°N,0.319596°O | RI-51-0010572 | Castell de la Costurera (Balones) · Vegeu més fotos d'aquest monument · Carregueu una nova foto d'aquest monument                      |
| Església parroquial de Sant Francesc d'Assís | BRL    |                       | Balones                                  | 38° 44′ 12″ N, 0° 20′ 33″ O / 38.736742°N,0.342632°O | 03.26.020-003 | Església parroquial de Sant Francesc d'Assís (Balones) · Vegeu més fotos d'aquest monument · Carregueu una nova foto d'aquest monument |

## Benasau
| Monument        | Prot.? | Estil/època | Localització     | Coordenades                                          | Codi?         | Imatge |
| --------------- | ------ | ----------- | ---------------- | ---------------------------------------------------- | ------------- | --- |
| Torre del Palau | BIC    | S.XVI       | Benasau C. Major | 38° 41′ 28″ N, 0° 20′ 38″ O / 38.691114°N,0.343842°O | RI-51-0009146 | Torre del Palau (Benasau) · Vegeu més fotos d'aquest monument · Carregueu una nova foto d'aquest monument |
| Cementeri       | BRL    |             | Benasau          | 38° 41′ 57″ N, 0° 23′ 24″ O / 38.699265°N,0.389883°O | 03.26.022-009 | Cementeri (Benasau) · Vegeu més fotos d'aquest monument · Carregueu una nova foto d'aquest monument       |

## Beniarrés
| Monument                         | Prot.? | Estil/època          | Localització                | Coordenades                                          | Codi?         | Imatge |
| -------------------------------- | ------ | -------------------- | --------------------------- | ---------------------------------------------------- | ------------- | --- |
| Ermita del Crist dels Afligits   | BRL    |                      | Beniarrés                   | 38° 49′ 19″ N, 0° 22′ 30″ O / 38.821992°N,0.375093°O | 03.26.028-003 | Ermita del Crist dels Afligits (Beniarrés) · Vegeu més fotos d'aquest monument · Carregueu una nova foto d'aquest monument   |
| Església parroquial de Sant Pere | BRL    | S.XIX-XX (1897-1900) | Beniarrés Pl. de l'Església | 38° 49′ 13″ N, 0° 22′ 45″ O / 38.820203°N,0.379201°O | 03.26.028-001 | Església parroquial de Sant Pere (Beniarrés) · Vegeu més fotos d'aquest monument · Carregueu una nova foto d'aquest monument |

## Benilloba
| Monument                            | Prot.? | Estil/època | Localització              | Coordenades                                          | Codi?         | Imatge |
| ----------------------------------- | ------ | ----------- | ------------------------- | ---------------------------------------------------- | ------------- | --- |
| Escut dels Barriga                  | BIC    |             | Benilloba Pl. Església, 1 |                                                      | 03.56.035-036 | Carregueu una nova foto d'aquest monument                                                                                       |
| Església parroquial de la Nativitat | BRL    |             | Benilloba                 | 38° 41′ 58″ N, 0° 23′ 26″ O / 38.699390°N,0.390678°O | 03.26.035-009 | Església parroquial de la Nativitat (Benilloba) · Vegeu més fotos d'aquest monument · Carregueu una nova foto d'aquest monument |

## Benillup
| Monument                                        | Prot.? | Estil/època | Localització | Coordenades                                          | Codi?         | Imatge |
| ----------------------------------------------- | ------ | ----------- | ------------ | ---------------------------------------------------- | ------------- | --- |
| Església parroquial de la Mare de Déu del Roser | BRL    |             | Benillup     | 38° 45′ 13″ N, 0° 22′ 44″ O / 38.753600°N,0.378997°O | 03.26.036-002 | Església parroquial de la Mare de Déu del Roser (Benillup) · Vegeu més fotos d'aquest monument · Carregueu una nova foto d'aquest monument |

## Benimarfull
| Monument                          | Prot.? | Estil/època | Localització | Coordenades                                          | Codi?         | Imatge |
| --------------------------------- | ------ | ----------- | ------------ | ---------------------------------------------------- | ------------- | --- |
| Església parroquial de Santa Anna | BRL    |             | Benimarfull  | 38° 46′ 33″ N, 0° 23′ 27″ O / 38.775771°N,0.390962°O | 03.26.038-001 | Església parroquial de Santa Anna (Benimarfull) · Vegeu més fotos d'aquest monument · Carregueu una nova foto d'aquest monument |

## Benimassot
| Monument                           | Prot.? | Estil/època | Localització | Coordenades                                          | Codi?         | Imatge |
| ---------------------------------- | ------ | ----------- | ------------ | ---------------------------------------------------- | ------------- | --- |
| Església parroquial de Santa Maria | BRL    |             | Benimassot   | 38° 44′ 57″ N, 0° 17′ 32″ O / 38.749104°N,0.292162°O | 03.26.039-002 | Església parroquial de Santa Maria (Benimassot) · Vegeu més fotos d'aquest monument · Carregueu una nova foto d'aquest monument |

## Cocentaina
| Monument                                              | Prot.? | Estil/època                                                                              | Localització                                        | Coordenades                                          | Codi?         | Imatge |
| ----------------------------------------------------- | ------ | ---------------------------------------------------------------------------------------- | --------------------------------------------------- | ---------------------------------------------------- | ------------- | --- |
| Castell de Cocentaina                                 | BIC    | Gòtic S.XIV                                                                              | Cocentaina Turó de Sant Cristòfol                   | 38° 44′ 45″ N, 0° 26′ 49″ O / 38.745969°N,0.447022°O | RI-51-0011156 | Castell de Cocentaina · Vegeu més fotos d'aquest monument · Carregueu una nova foto d'aquest monument                                              |
| Recinte emmurallat de Cocentaina                      | BIC    |                                                                                          | Cocentaina                                          | 38° 44′ 36″ N, 0° 26′ 30″ O / 38.743232°N,0.441531°O | RI-51-0011347 | Recinte emmurallat de Cocentaina · Vegeu més fotos d'aquest monument · Carregueu una nova foto d'aquest monument                                   |
| Palau Comtal i Monestir de la Mare de Déu del Miracle | BIC    | Renaixement - Barroc S.XIV-XVII, (1653-1654) fundació del convent; S.XVIII (1777) frescs | Cocentaina Pl. El Pla, 2                            | 38° 44′ 36″ N, 0° 26′ 27″ O / 38.743333°N,0.440833°O | RI-51-0012167 | Palau Comtal i Monestir de la Mare de Déu del Miracle (Cocentaina) · Vegeu més fotos d'aquest monument · Carregueu una nova foto d'aquest monument |
| Castell de Penella                                    | BIC    | S.XIII (1271)                                                                            | Cocentaina A 7 km, ctra. Cocentaina-Benilloba-Alcoi | 38° 42′ 06″ N, 0° 25′ 05″ O / 38.701567°N,0.417955°O | RI-51-0009342 | Castell de Penella (Cocentaina) · Vegeu més fotos d'aquest monument · Carregueu una nova foto d'aquest monument                                    |
| Escut de Diego Ortiz de Almodovar Capdevila           | BIC    |                                                                                          | Cocentaina C. Comte de Cocentaina, 3                |                                                      | 03.56.056-162 | Carregueu una nova foto d'aquest monument |
| Escut heràldic dels Estanya                           | BIC    |                                                                                          | Cocentaina C. Cavallers, 3                          |                                                      | 03.56.056-163 | Carregueu una nova foto d'aquest monument |
| Escut heràldic dels Pasqual                           | BIC    |                                                                                          | Cocentaina C. Pere Cetina, 10                       |                                                      | 03.56.056-164 | Carregueu una nova foto d'aquest monument |
| Escut heràldic de Ximén Pérez de Corella              | BIC    |                                                                                          | Cocentaina C. Sants Metges, 30                      |                                                      | 03.56.056-165 | Escut heràldic de Ximén Pérez de Corella (Cocentaina) · Modifica el valor a Wikidata · Carregueu una nova foto d'aquest monument                   |
| Convent de Sant Sebastià, o Convent de Franciscans    | BRL    | Renaixement S: XVI (1562) fundació; S.XVIII reformes; S.XX col·legi                      | Cocentaina C. Convent, 40                           | 38° 44′ 17″ N, 0° 26′ 31″ O / 38.738094°N,0.442011°O | 03.26.056-004 | Convent de Sant Sebastià (Cocentaina) · Vegeu més fotos d'aquest monument · Carregueu una nova foto d'aquest monument                              |
| Ermita de Sant Roc                                    | BRL    |                                                                                          | Cocentaina                                          | 38° 44′ 44″ N, 0° 26′ 14″ O / 38.745607°N,0.437237°O | 03.26.056-013 | Carregueu una nova foto d'aquest monument |
| Ermita de Sant Tomàs de Villanueva                    | BRL    |                                                                                          | Cocentaina                                          | 38° 42′ 07″ N, 0° 25′ 26″ O / 38.701898°N,0.424011°O | 03.26.056-010 | Ermita de Sant Tomàs de Villanueva (Cocentaina) · Vegeu més fotos d'aquest monument · Carregueu una nova foto d'aquest monument                    |
| Església parroquial del Salvador                      | BRL    | Renaixement S.XVI; S. XVIII                                                              | Cocentaina Pl. del Salvador                         | 38° 44′ 29″ N, 0° 26′ 31″ O / 38.741489°N,0.441942°O | 03.26.056-005 | Església parroquial del Salvador (Cocentaina) · Vegeu més fotos d'aquest monument · Carregueu una nova foto d'aquest monument                      |
| Església parroquial de Sant Pere                      | BRL    |                                                                                          | Cocentaina                                          | 38° 45′ 35″ N, 0° 26′ 02″ O / 38.759592°N,0.433862°O | 03.26.056-012 | Església parroquial de Sant Pere (Cocentaina) · Vegeu més fotos d'aquest monument · Carregueu una nova foto d'aquest monument                      |
| Església parroquial de Santa Maria                    | BRL    | S.XVII; S.XVIII (1705) torre; S.XIX (1853) capella de la Comunió                         | Cocentaina Pl. Cardenal Ferriz                      | 38° 44′ 42″ N, 0° 26′ 26″ O / 38.745067°N,0.440483°O | 03.26.056-006 | Església parroquial de Santa Maria (Cocentaina) · Vegeu més fotos d'aquest monument · Carregueu una nova foto d'aquest monument                    |

## Fageca
| Monument                              | Prot.? | Estil/època | Localització | Coordenades                                          | Codi?         | Imatge |
| ------------------------------------- | ------ | ----------- | ------------ | ---------------------------------------------------- | ------------- | --- |
| Església parroquial de l'Esperit Sant | BRL    |             | Fageca       | 38° 44′ 05″ N, 0° 16′ 04″ O / 38.734702°N,0.267890°O | 03.26.067-002 | Església parroquial de l'Esperit Sant (Fageca) · Vegeu més fotos d'aquest monument · Carregueu una nova foto d'aquest monument |

## Famorca
| Monument                           | Prot.? | Estil/època | Localització | Coordenades                                          | Codi?         | Imatge |
| ---------------------------------- | ------ | ----------- | ------------ | ---------------------------------------------------- | ------------- | --- |
| Església parroquial de Sant Gaietà | BRL    |             | Famorca      | 38° 43′ 56″ N, 0° 14′ 47″ O / 38.732156°N,0.246345°O | 03.26.068-002 | Església parroquial de Sant Gaietà (Famorca) · Vegeu més fotos d'aquest monument · Carregueu una nova foto d'aquest monument |

## Gaianes
| Monument                                  | Prot.? | Estil/època                   | Localització                      | Coordenades                                          | Codi?         | Imatge |
| ----------------------------------------- | ------ | ----------------------------- | --------------------------------- | ---------------------------------------------------- | ------------- | --- |
| Castell de Gaianes                        | BIC    |                               | Gaianes Turó a uns 3 km del poble | 38° 49′ 09″ N, 0° 24′ 41″ O / 38.819158°N,0.411361°O | 03.26.072-002 | Castell de Gaianes · Modifica el valor a Wikidata · Vegeu més fotos d'aquest monument · Carregueu una nova foto d'aquest monument   |
| Ermita de Sant Francesc de Paula          | BRL    |                               | Gaianes                           | 38° 49′ 09″ N, 0° 24′ 40″ O / 38.819133°N,0.411142°O | 03.26.072-003 | Ermita de Sant Francesc de Paula (Gaianes) · Vegeu més fotos d'aquest monument · Carregueu una nova foto d'aquest monument          |
| Església parroquial de Sant Jaume Apòstol | BRL    | S.XVI (ca 1526) origen; S.XIX | Gaianes Pl. Major                 | 38° 48′ 47″ N, 0° 24′ 28″ O / 38.813144°N,0.407786°O | 03.26.072-001 | Església parroquial de Sant Jaume Apòstol (Gaianes) · Vegeu més fotos d'aquest monument · Carregueu una nova foto d'aquest monument |

## Gorga
| Monument                                   | Prot.? | Estil/època           | Localització            | Coordenades                                          | Codi?         | Imatge |
| ------------------------------------------ | ------ | --------------------- | ----------------------- | ---------------------------------------------------- | ------------- | --- |
| Escut heràldic dels Olcina Sánchez Sempere | BIC    |                       | Gorga Pl. Major, 9      | 38° 43′ 07″ N, 0° 21′ 23″ O / 38.71856°N,0.35628°O   | 03.56.073-003 | Escut heràldic dels Olcina Sánchez Sempere (Gorga) · Modifica el valor a Wikidata · Carregueu una nova foto d'aquest monument |
| Església parroquial de l'Assumpció         | BRL    | Barroc S.XVIII (1742) | Gorga Pl. de l'Església | 38° 43′ 06″ N, 0° 21′ 25″ O / 38.718305°N,0.356845°O | 03.26.073-002 | Església parroquial de l'Assumpció (Gorga) · Vegeu més fotos d'aquest monument · Carregueu una nova foto d'aquest monument    |

## Millena
| Monument                          | Prot.? | Estil/època | Localització                                          | Coordenades                                          | Codi?         | Imatge |
| --------------------------------- | ------ | ----------- | ----------------------------------------------------- | ---------------------------------------------------- | ------------- | --- |
| Castell de Travadell              | BIC    |             | Millena Sobre un tossal proper a la serra d'Almudaina | 38° 44′ 10″ N, 0° 22′ 20″ O / 38.736111°N,0.372306°O | RI-51-0010579 | Castell de Travadell (Millena) · Vegeu més fotos d'aquest monument · Carregueu una nova foto d'aquest monument              |
| Torre                             | BIC    |             | Millena C. Santa Bàrbara                              | 38° 43′ 56″ N, 0° 21′ 43″ O / 38.732160°N,0.362005°O | RI-51-0010574 | Torre (Millena) · Vegeu més fotos d'aquest monument · Carregueu una nova foto d'aquest monument                             |
| Església parroquial de Sant Josep | BRL    |             | Millena                                               | 38° 43′ 51″ N, 0° 21′ 49″ O / 38.730705°N,0.363588°O | 03.26.086-004 | Església parroquial de Sant Josep (Millena) · Vegeu més fotos d'aquest monument · Carregueu una nova foto d'aquest monument |

## Muro d'Alcoi
| Monument                                                                 | Prot.?        | Estil/època        | Localització                                      | Coordenades                                          | Codi?         | Imatge |
| ------------------------------------------------------------------------ | ------------- | ------------------ | ------------------------------------------------- | ---------------------------------------------------- | ------------- | --- |
| Escut dels Alonso de Medina, escut de la Casa Alonso                     | BIC           | S.XIX              | Muro d'Alcoi C. Palau de la Senyoria, 22          | 38° 46′ 42″ N, 0° 26′ 12″ O / 38.77821°N,0.43661°O   | 03.26.092-015 | Escut dels Alonso de Medina (Muro d'Alcoi) · Carregueu una nova foto d'aquest monument                                                                 |
| Escut dels Bono, escut de la Casa José Bono                              | BIC           | S.XIX              | Muro d'Alcoi C. Josep Bono, 3                     | 38° 46′ 52″ N, 0° 26′ 07″ O / 38.78120°N,0.43535°O   | 03.26.092-014 | Escut dels Bono (Muro d'Alcoi) · Carregueu una nova foto d'aquest monument                                                                             |
| Església de la Mare de Déu dels Desemparats, asil i església franciscana | BRL           | S.XVIII-XX         | Muro d'Alcoi Pl. Ermita, 1                        | 38° 46′ 49″ N, 0° 26′ 22″ O / 38.78041°N,0.43942°O   | 03.26.092-002 | Església de la Mare de Déu dels Desemparats (Muro d'Alcoi) · Vegeu més fotos d'aquest monument · Carregueu una nova foto d'aquest monument             |
| Església parroquial de Sant Joan Baptista                                | BRL           | S.XVIII-XIX (1837) | Muro d'Alcoi Pl. de l'Església                    | 38° 46′ 48″ N, 0° 26′ 09″ O / 38.780136°N,0.435777°O | 03.26.092-003 | Església parroquial de Sant Joan Baptista (Muro d'Alcoi) · Vegeu més fotos d'aquest monument · Carregueu una nova foto d'aquest monument               |
| Església parroquial de Sant Francesc de Turballos                        | BRL           | S.XVI              | Muro d'Alcoi Pl. de l'Església, Turballos         | 38° 48′ 19″ N, 0° 26′ 29″ O / 38.805204°N,0.441482°O | 03.26.092-004 | Església parroquial de Sant Francesc de Turballos (Muro d'Alcoi) · Vegeu més fotos d'aquest monument · Carregueu una nova foto d'aquest monument       |
| Església parroquial de Sant Joaquim de Setla de Nunyes                   | BRL           | S.XVII; S.XVIII    | Muro d'Alcoi Pl. de l'Església, Setla de Nunyes   | 38° 47′ 23″ N, 0° 25′ 43″ O / 38.789625°N,0.428650°O | 03.26.092-005 | Església parroquial de Sant Joaquim de Setla de Nunyes (Muro d'Alcoi) · Vegeu més fotos d'aquest monument · Carregueu una nova foto d'aquest monument  |
| Església parroquial de Santa Maria de Gràcia de Benàmer                  | BRL           | S.XVIII            | Muro d'Alcoi C. Mayor, 1, Benàmer                 | 38° 47′ 01″ N, 0° 24′ 59″ O / 38.783611°N,0.416272°O | 03.26.092-006 | Església parroquial de Santa Maria de Gràcia de Benàmer (Muro d'Alcoi) · Vegeu més fotos d'aquest monument · Carregueu una nova foto d'aquest monument |
| Fumeral de la Fàbrica Les Caixetes                                       | BRL etnològic |                    | Muro d'Alcoi                                      | 38° 46′ 35″ N, 0° 26′ 29″ O / 38.776469°N,0.441253°O | 03.26.092-007 | Carregueu una nova foto d'aquest monument |
| Ermita de la Patrona                                                     | BRL           |                    | Muro d'Alcoi                                      | 38° 46′ 49″ N, 0° 26′ 22″ O / 38.78041°N,0.43942°O   | 03.26.092-008 | Ermita de la Patrona (Muro d'Alcoi) · Vegeu més fotos d'aquest monument · Carregueu una nova foto d'aquest monument                                    |
| Ermita de Sant Antoni                                                    | BRL           |                    | Muro d'Alcoi                                      | 38° 46′ 59″ N, 0° 26′ 55″ O / 38.782923°N,0.448529°O | 03.26.092-009 | Carregueu una nova foto d'aquest monument |
| Molí Pedro o molí del Riuet                                              | BRL etnològic | S.XVIII, XIX, XX   | Muro d'Alcoi Ctra. de Dénia, 3, partida de Català |                                                      | 03.26.092-010 | Carregueu una nova foto d'aquest monument |
| Nucli històric tradicional                                               | BRL           |                    | Muro d'Alcoi                                      | 38° 46′ 48″ N, 0° 26′ 14″ O / 38.78°N,0.4372°O       | 03.26.092-013 | Nucli històric tradicional (Muro d'Alcoi) · Carregueu una nova foto d'aquest monument                                                                  |

## L'Orxa
| Monument                                     | Prot.? | Estil/època                    | Localització                              | Coordenades                                          | Codi?         | Imatge |
| -------------------------------------------- | ------ | ------------------------------ | ----------------------------------------- | ---------------------------------------------------- | ------------- | --- |
| Castell de Perputxent                        | BIC    | S.XII; S.XIV; S.XV abandonamet | L'Orxa Sobre un turó al nord del municipi | 38° 51′ 09″ N, 0° 19′ 24″ O / 38.8525°N,0.323333°O   | RI-51-0010440 | Castell de Perputxent (l'Orxa) · Vegeu més fotos d'aquest monument · Carregueu una nova foto d'aquest monument                        |
| Castell de la Barsella                       | BIC    |                                | L'Orxa Serra del Benicadell               | 38° 51′ 11″ N, 0° 21′ 14″ O / 38.853056°N,0.35375°O  | 03.26.084-002 | Castell de la Barsella (l'Orxa) · Modifica el valor a Wikidata · Carregueu una nova foto d'aquest monument                            |
| Església parroquial de Santa Maria Magdalena | BRL    |                                | L'Orxa                                    | 38° 50′ 38″ N, 0° 18′ 42″ O / 38.843919°N,0.311563°O | 03.26.084-003 | Església parroquial de Santa Maria Magdalena (l'Orxa) · Vegeu més fotos d'aquest monument · Carregueu una nova foto d'aquest monument |

## Planes de la Baronia
| Monument                                  | Prot.? | Estil/època | Localització                                       | Coordenades                                          | Codi?         | Imatge |
| ----------------------------------------- | ------ | ----------- | -------------------------------------------------- | ---------------------------------------------------- | ------------- | --- |
| Castell de Planes                         | BIC    |             | Planes de la Baronia En la part alta del municipi  | 38° 47′ 10″ N, 0° 20′ 39″ O / 38.786031°N,0.344289°O | 03.26.106-004 | Castell de Planes · Vegeu més fotos d'aquest monument · Carregueu una nova foto d'aquest monument                                  |
| Castell de Margarida                      | BIC    |             | Planes de la Baronia Al sud del poble de Margarida | 38° 46′ 43″ N, 0° 18′ 00″ O / 38.778645°N,0.299931°O | 03.26.106-014 | Castell de Margarida (Planes) · Vegeu més fotos d'aquest monument · Carregueu una nova foto d'aquest monument                      |
| Ermita del Crist                          | BRL    |             | Planes de la Baronia                               | 38° 47′ 25″ N, 0° 20′ 25″ O / 38.790377°N,0.340300°O | 03.26.106-013 | Ermita del Crist (Planes) · Vegeu més fotos d'aquest monument · Carregueu una nova foto d'aquest monument                          |
| Església de Santa Maria                   | BRL    |             | Planes de la Baronia                               | 38° 47′ 08″ N, 0° 20′ 40″ O / 38.785536°N,0.344570°O | 03.26.106-005 | Església de Santa Maria (Planes) · Vegeu més fotos d'aquest monument · Carregueu una nova foto d'aquest monument                   |
| Església parroquial de Sant Francesc      | BRL    |             | Planes de la Baronia Margarida                     | 38° 47′ 17″ N, 0° 17′ 55″ O / 38.788116°N,0.298731°O | 03.26.106-010 | Església parroquial de Sant Francesc (Planes) · Vegeu més fotos d'aquest monument · Carregueu una nova foto d'aquest monument      |
| Església parroquial de Sant Josep         | BRL    |             | Planes de la Baronia Catamarruc                    | 38° 46′ 52″ N, 0° 19′ 19″ O / 38.781204°N,0.321902°O | 03.26.106-011 | Església parroquial de Sant Josep (Planes) · Vegeu més fotos d'aquest monument · Carregueu una nova foto d'aquest monument         |
| Església parroquial de Sant Joan Baptista | BRL    |             | Planes de la Baronia Benialfaquí                   | 38° 46′ 21″ N, 0° 20′ 20″ O / 38.772626°N,0.338958°O | 03.26.106-012 | Església parroquial de Sant Joan Baptista (Planes) · Vegeu més fotos d'aquest monument · Carregueu una nova foto d'aquest monument |

## Quatretondeta
| Monument                          | Prot.? | Estil/època | Localització  | Coordenades                                          | Codi?         | Imatge |
| --------------------------------- | ------ | ----------- | ------------- | ---------------------------------------------------- | ------------- | --- |
| Església parroquial de Santa Anna | BRL    |             | Quatretondeta | 38° 43′ 25″ N, 0° 19′ 01″ O / 38.723735°N,0.316980°O | 03.26.060-001 | Església parroquial de Santa Anna (Quatretondeta) · Vegeu més fotos d'aquest monument · Carregueu una nova foto d'aquest monument |

## Tollos
| Monument                                    | Prot.? | Estil/època | Localització | Coordenades                                          | Codi?         | Imatge |
| ------------------------------------------- | ------ | ----------- | ------------ | ---------------------------------------------------- | ------------- | --- |
| Església parroquial de Sant Antoni de Pàdua | BRL    |             | Tollos       | 38° 45′ 25″ N, 0° 16′ 29″ O / 38.757055°N,0.274808°O | 03.26.130-002 | Església parroquial de Sant Antoni de Pàdua (Tollos) · Vegeu més fotos d'aquest monument · Carregueu una nova foto d'aquest monument |